# 日比谷ノンフィクション
日比谷ノンフィクションはBase Ball Bearが2009年より開催しているライブである。

## 概要
- Base Ball Bearによる、日比谷野外大音楽堂での主催公演である。2010年、2016年、2017年、2018年、2019年はツアーの一部公演として開催された。
- 3回目の開催となった2013年からは、タイトルの末尾に回数を表すローマ数字を付すようになった（「日比谷ノンフィクションIX」など）。また、ツアーの公演として開催される場合は、タイトルにツアー名も併記される。
- 2010年、2015年、2016年、2017年、2018年、2022年はゲストを呼んでライブを行っている。

## 2009年
「日比谷ノンフィクション」
- 2009年6月27日開催[1]。
- バンド初の日比谷野外大音楽堂ワンマン公演。
- アマチュア時代の楽曲であり、後に3rd Album『(WHAT IS THE) LOVE & POP?』に収録される「ホワイトワイライト」が披露された。
- アンコールで自身初の日本武道館公演の開催を発表した[1]。

### セットリスト
1. image club
2. ELECTRIC SUMMER
3. YUME is VISION
4. ラビリンスへのタイミング
5. 彼氏彼女の関係
6. 東京ピラミッド
7. GIRL FRIEND
8. FICTION ONCE MORE
9. 気付いてほしい
10. 愛してる
11. ホワイトワイライト
12. 夕方ジェネレーション
13. 真夏の条件
14. ドラマチック
15. WINK SNIPER
16. 海になりたい
17. CRAZY FOR YOUの季節
18. LOVE MATHEMATICS
アンコール
19. BREEEEZE GIRL
20. 祭りのあと
ダブルアンコール
21. HIGH COLOR TIMES

## 2010年
「Base Ball Bear TOUR;HALL IN MY LIFE. 「日比谷ノンフィクション pt.2」」
- 2010年6月19日、20日開催。
- 日比谷ノンフィクションでは初めてであり唯一の2DAYS公演。
- 1日目には呂布、2日目にはサカナクションがゲストで参加。1日目にはのちに『DETECTIVE BOYS』に収録される「歌ってるんだBaby. (1+1=new1 ver.)」を呂布と、2日目には『CYPRESS GIRLS』に収録される「kimino-me」を山口一郎とコラボで初披露した。
- 3月から5月にかけて行われたホールツアー「HALL IN MY LIFE」の最終公演として開催された。
- 2日目の冒頭4曲は3rdアルバム『(WHAT IS THE) LOVE & POP?』の曲順と同じである。

### セットリスト(1日目)
1. SAYONARA-NOSTALGIA
2. SIMAITAI
3. SOSOS
4. STAND BY ME
5. 君のスピード感
6. 彼氏彼女の関係
7. LOVE LETTER FROM HEART BEAT
8. 17才
9. レモンスカッシュ感覚
10. BREEEEZE GIRL
11. ホワイトワイライト
12. ELECTRIC SUMMER
13. 真夏の条件
14. BREEEEZE GIRL II
15. GIRL FRIEND
16. 海になりたい part.2
17. LOVE MATHEMATICS
アンコール
18. 歌ってるんだBaby. (1+1=new1 ver.) feat. 呂布
19. HIGH COLOR TIMES

### セットリスト(2日目)
1. Stairway Generation
2. SOSOS
3. changes
4. 神々LOOKS YOU
5. SCHOOL GIRL FANTASY
6. YUME is VISION
7. 東京ピラミッド
8. FICTION ONCE MORE
9. 夕方ジェネレーション
10. ドラマチック
11. CRAZY FOR YOUの季節
12. 海になりたい part.2
13. ELECTRIC SUMMER
14. LOVE MATHEMATICS
アンコール
15. kimino-me feat. 山口一郎
16. 祭りのあと
ダブルアンコール
17. BREEEEZE GIRL

## 2013年
「日比谷ノンフィクションⅢ」
- 2013年6月15日開催。
- 前回より3年ぶりの開催。
- 第1回以来のゲストなしワンマン公演で行われた。
- 岡村靖幸プロデュースの「君はノンフィクション」がライブ初披露された。
- 3回目で初めてライブが映像化され、2013年11月27日に「日比谷ノンフィクションⅢ」として発売された。

### セットリスト
1. BREEEEZE GIRL
2. PERFECT BLUE
3. GIRL FRIEND
4. 17才
5. 彼氏彼女の関係
6. アイノシタイ
7. 愛してる
8. BOYS MAY CRY
9. short hair
10. 君はノンフィクション
11. SIMAITAI
12. 真夏の条件
13. yoakemae
14. Tabibito In The Dark
15. 海になりたい part.2
16. LOVE MATHEMATICS
アンコール
17. HIGH COLOR TIMES
18. 祭りのあと
ダブルアンコール
19. changes

## 2015年
「日比谷ノンフィクションⅣ」
- 2015年6月13日
- スペシャルゲストとしてRHYMESTERが登場し、「The Cut -feat. RHYMESTER-」を披露した。
- 4回目で初めてインディーズ時代の楽曲が1曲も披露されない公演となった。また、本編最後に「LOVE MATHEMATICS」が演奏されない初の公演となった。
- アンコールにて3ヶ月連続エクストリームシングルリリースを発表し、第1弾の「「それって、for 誰?」part.1」をライブ初披露した。
- 小出が岡村靖幸とコラボした楽曲「愛はおしゃれじゃない」をバンドで披露した。

### セットリスト
1. The Cut -feat. RHYMESTER-
2. CRAZY FOR YOUの季節
3. Transfer Girl
4. yellow
5. そんなに好きじゃなかった
6. 愛はおしゃれじゃない
7. スクランブル
8. ホワイトワイライト
9. ラブ＆ポップ
10. Tabibito In The Dark
11. 十字架You and I
12. changes
13. ELECTRIC SUMMER
14. UNDER THE STAR LIGHT
15. 魔王
16. PERFECT BLUE
アンコール
17. 「それって、for 誰?」part.1
18. BREEEEZE GIRL

## 2016年
「Base Ball Bear "10th&15th Anniversary" Base Ball Bear Tour「日比谷ノンフィクションⅤ～LIVE BY THE C2～」」
- 2016年4月30日開催。
- ツアー「LIVE BY THE C2」の特別公演として開催。
- 初めて6月以外に開催された。
- 2016年3月にギターの湯浅が脱退したため、3人体制初の野音公演となった。
- ゲストギタリストとして、フルカワユタカ(DOPING PANDA)、田渕ひさ子(NUMBER GIRL)、ハヤシヒロユキ(POLYSICS)、石毛輝(the telephones)が参加。
- 田渕、ハヤシ、石毛の3人はそれぞれ3曲を担当。石毛のみ『C2』の楽曲を演奏しなかった。
- アンコールではサポートなしの3人で楽曲を披露した。
- 2016年9月28日に「日比谷ノンフィクションV〜LIVE BY THE C2〜」として映像化された。
- 公演当時、フルカワ、田渕、石毛は自身のバンドが解散、活動休止状態だったが、のちにすべてのバンドが再結成、活動再開している。

### セットリスト
サポートギター:フルカワユタカ
1. 「それって、for 誰?」part.1
2. 不思議な夜
3. 曖してる
サポートギター:田渕ひさ子
4. こぼさないでShadow
5. short hair
6. PERFECT BLUE
サポートギター:ハヤシヒロユキ
7. ぼくらのfrai awei
8. UNDER THE STAR LIGHT
9. どうしよう
サポートギター:石毛輝
10. 17才
11. changes
12. 十字架You and I
サポートギター:フルカワユタカ
13. ホーリーロンリーマウンテン
14. カシカ
15. 真夏の条件
16. LOVE MATHEMATICS
17. HUMAN
アンコール(3人)
18. 「それって、for 誰?」part.2
19. The End

## 2017年
「Base Ball Bear Tour「日比谷ノンフィクションVI～光源～」」
- 2017年9月30日開催。
- 6月より行われていた「Base Ball Bear Tour「光源」」の東京公演として開催。
- ツアーと同じく、サポートギターとして弓木英梨乃が参加。また、演奏ゲストとしてキーボード・Ryu Matsuyama、トランペット・高橋紘一(SANABAGUN.)、サックス・谷本大河(SANABAGUN.)が参加。さらにスペシャルゲストとして福岡晃子(ex.チャットモンチー)、呂布が参加し「クチビル・ディテクティヴ」を披露した。
- 「WHITE ROOM」と「恋愛白書」は小出の弾き語りで披露された。

### セットリスト
1. すべては君のせいで
2. (LIKE A) TRANSFER GIRL
3. Low way
4. 抱きしめたい
5. 恋する感覚
6. GIRL FRIEND
7. LOVE MATHEMATICS
8. スクランブル feat. 呂布
9. WHITE ROOM
10. 恋愛白書
11. 寛解
12. リアリティーズ
13. レモンスカッシュ感覚
14. SHINE
15. 逆バタフライ・エフェクト
16. CRAZY FOR YOUの季節
17. Darling
アンコール
18. クチビル・ディテクティヴ feat. 福岡晃子, 呂布
19. 十字架You and I

## 2018年
「Base Ball Bear Tour「LIVE IN LIVE～I HUB YOU～」『日比谷ノンフィクションVII』」
- 2018年10月21日開催。
- 対バンツアー「I HUB YOU」の東京公演として開催。
- ペトロールズ、RHYMESTERとの3マン公演。
- アンコールでは小出祐介×長岡亮介で「どうしよう」を、RHYMESTERとはお互いの楽曲をマッシュアップした「スクランブル×人間交差点」を披露した。

### セットリスト
1. The Cut -feat. RHYMESTER-
2. LOVE MATHEMATICS
3. 君はノンフィクション
4. SHINE
5. Tabibito In The Dark
6. yoakemae
7. ドラマチック
アンコール
8. どうしよう (小出祐介×長岡亮介)
9. スクランブル×人間交差点 feat. RHYMESTER
ダブルアンコール
10. 祭りのあと

## 2019年
「Base Ball Bear 「Guitar! Drum! Bass! Tour ～日比谷ノンフィクションⅧ～」」
- 2019年9月15日開催。
- 2013年以来となるゲストなしのワンマン公演。
- 2013年以来にインディーズ時代の楽曲(「彼氏彼女の関係」)が演奏された。
- 「Guitar! Drum! Bass! Tour」の初日公演として開催。
- 2019年にリリースされた2枚のEP収録の8曲(のちに全曲オリジナルアルバム『C3』に収録)がすべて披露された。
- 「ダビングデイズ」が2012年のアルバムリリースツアー以来約7年ぶりに演奏された。
- アンコールで堀之内の結婚と第1子誕生が報告された。

### セットリスト
1. 試される
2. Stairway Generation
3. いまは僕の目を見て
4. 彼氏彼女の関係
5. 「それって、for 誰?」part.1
6. ポラリス
7. Flame
8. Summer Melt
9. ダビングデイズ
10. PARK
11. changes
12. 十字架You and I
13. Grape Juice
14. LOVE MATHEMATICS
15. CRAZY FOR YOUの季節
16. セプテンバー・ステップス
アンコール
17. The End
18. ドラマチック

## 2022年
「日比谷ノンフィクションⅨ」
- 2022年5月15日開催。
- 前回より約3年ぶりの開催。
- 2015年以来7年ぶりにサブタイトルなしとなった。
- スペシャルゲストとして花澤香菜、valknee、Ryohu、橋本絵莉子(ex.チャットモンチー)が登場。橋本絵莉子はスケジュールの都合により出演ができなかった福岡晃子(ex.チャットモンチー)の代打として出演。[2]
- 2013年の野音公演以来約9年ぶりに「SIMAITAI」が演奏された。また、「歌ってるんだBaby. (1+1=new1 ver.)」は約11年ぶりの披露。
- アンコールのMCで結成20周年イヤー最終日となる2022年11月10日に3度目となる日本武道館ワンマン公演を開催することを発表した。[3]
- 2008年以前の楽曲が1曲も披露されなかった。
- 2023年1月20日発売の「海になりたい part.3」VOS受注生産限定盤収録のBlu-rayにて全曲が映像化。

### セットリスト
1. BREEEEZE GIRL
2. いまは僕の目を見て
3. そんなに好きじゃなかった
4. 文化祭の夜
5. (LIKE A)TRANSFER GIRL
6. Transfer Girl
7. Cross Words
8. _touch
9. SIMAITAI
10. 初恋
11. 恋する感覚 feat. 花澤香菜
12. 生活PRISM feat. valknee
13. 歌ってるんだBaby. (1+1=new1 ver.) feat. Ryohu
14. クチビル・ディテクティヴ feat. Ryohu, 橋本絵莉子
15. Tabibito In The Dark
16. レモンスカッシュ感覚
アンコール
17. Stairway Generation
18. PERFECT BLUE

## 2023年
「祝・日比谷野音100周年 日比谷ノンフィクションX」
- 2023年7月22日開催。
- 初の7月開催。
- 日比谷野外大音楽堂の100周年記念の一環としても開催される。
- 「神々LOOKS YOU」が2016年春ツアー以来約7年ぶりに演奏され、「HIGH COLOR TIMES」は2015年2月のインディーズ曲限定ライブ以来約8年ぶりに演奏された。

### セットリスト
1. 海になりたい part.3
2. 逆バタフライ・エフェクト
3. プールサイダー
4. short hair
5. SYUUU
6. 愛してる
7. 神々LOOKS YOU
8. Flame
9. 深朝
10. 星がほしい
11. Endless Etude
12. 試される
13. 真夏の条件
14. 海になりたい part.2
15. 祭りのあと
16. BREEEEZE GIRL
アンコール
17. senkou_hanabi
18. HIGH COLOR TIMES

## 関連作品
- 日比谷ノンフィクションIII
- 日比谷ノンフィクションV〜LIVE BY THE C2〜